# Chimarra nigra
Chimarra nigra är en nattsländeart som beskrevs av Douglas E. Kimmins 1964. Chimarra nigra ingår i släktet Chimarra och familjen stengömmenattsländor. Inga underarter finns listade i Catalogue of Life.